# Gonepityche pacaraimae
Gonepityche pacaraimae är en mångfotingart som beskrevs av Hoffman och Knight 1967. Gonepityche pacaraimae ingår i släktet Gonepityche och familjen Spirostreptidae. Inga underarter finns listade i Catalogue of Life.